# Swiecza
Swiecza (ros. Свеча) – osiedle typu miejskiego w Rosji, w obwodzie kirowskim, ośrodek administracyjny rejonu swieczińskiego. W 2010 liczyło 4760 mieszkańców.